# Gato-pingado
Gato-pingado é uma expressão dentro de uma expressão com numerosas variações: meia dúzia de gatos-pingados - entretanto, o uso dessa expressão carrega quase sempre um significado depreciativo.
Esse significado depreciativo se refere à uma suposta inferioridade (numérica ou institucional), insignificância ou irrelevância. No Rio de Janeiro, o cartunista Henfil criou o "gato-pingado", um personagem relacionado ao América FC, de torcida reduzida.
Exemplos:
- Os críticos de cinema são uma meia dúzia de gatos-pingados
- Esse grupo não passa de uns gatos-pingados
- Lá no jogo de futebol tinha meia dúzia de gatos-pingados

Portugal:
Em Portugal, a expressão "gato-pingado" designa um funcionário de agência fúnebre (cangalheiro).